# Antoinette Brepols

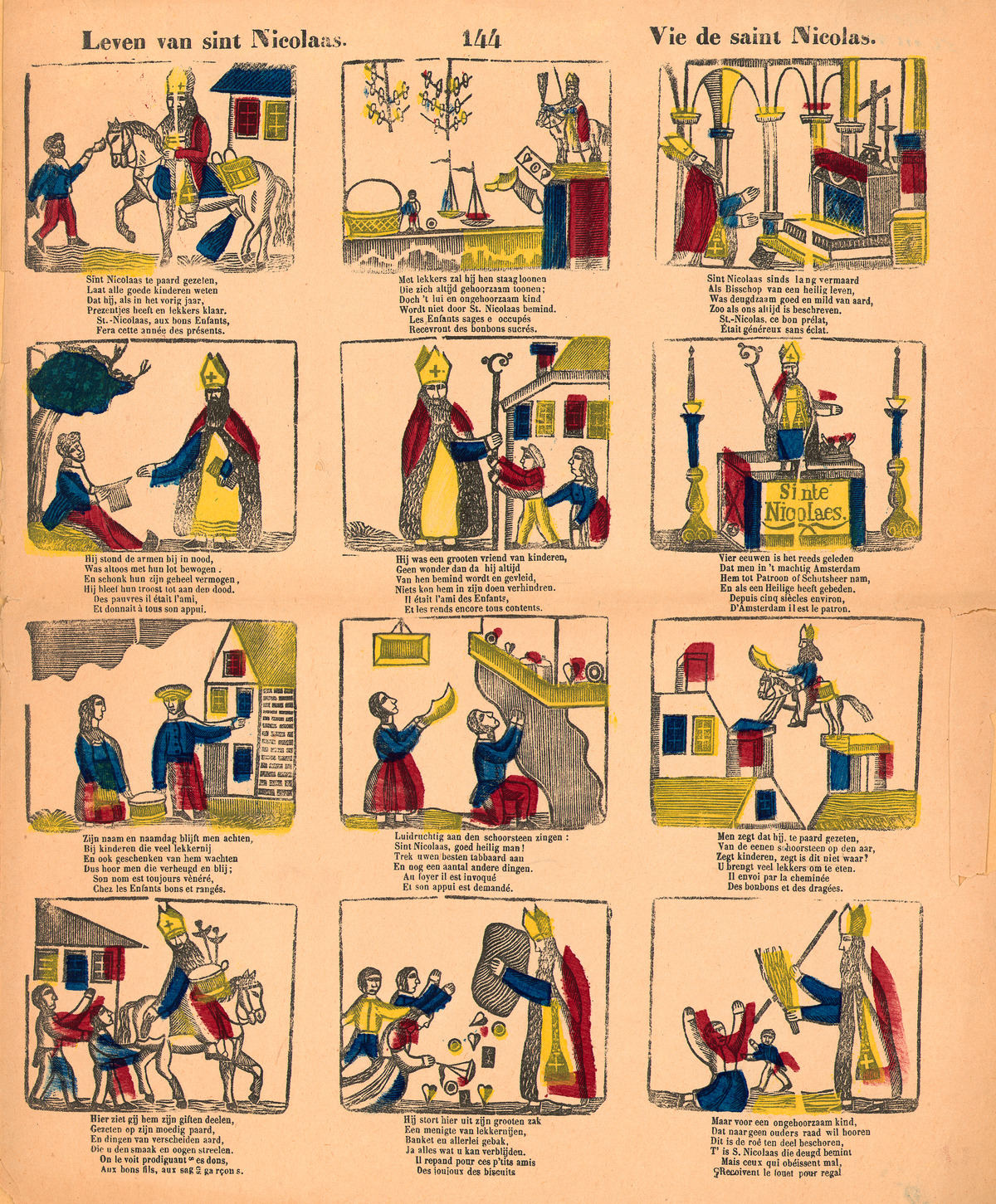
Leven van sint Nicolaas, Antoinette Brepols, ca 1899, MAS

Antoinette Brepols, född 1799 i Turnhout, död där 1858, var en belgisk tryckare.
Hon bedrev ett tryckeri i Turnhout, som hon ärvt från sin far, från 1845 fram till sin död. Hon var gift med textilfabrikören Jan Jozef Dierckx som avled 1842. Hon efterträddes i företaget av sin son, och vid hans död 1866 av hans änka.